# Fungia fungites
Fungia fungites (лат.) — вид кораллов семейства Fungiidae. Единственный представитель рода Fungia, обитает на рифах в Индо-Тихоокеанской области.

## Систематика
До 2015 года, в род входило около 30 видов кораллов. Однако, по результатам недавних исследований, теперь к роду относится только один вид.

## Описание
Кораллы Fungia fungites обычно одиночные, в среднем достигают 30 сантиметров в диаметре. Обычно, молодые полипы прикрепляются к камням, особи более крупного размера ведут свободный образ жизни.
Цветовое разнообразие велико: встречаются особи белого, красного, розового, синего, фиолетового и жёлтого цветов, за что пользуется спросом у аквариумистов.
Форма диска круглая, иногда овальная, рот в форме щели находится в центре, окружён щупальцами. Полипы находятся в известняковой чаше, кораллите. Перегородки представляют собой вертикальные элементы скелета внутри кораллитовой стенки, а рёбра соединяются с перегородками и продолжаются снаружи кораллитовой стенки и под кораллом. И перегородки, и рёбра крепкие.
Fungia fungites можно спутать с представителями родственного рода Cycloseris, но последние всегда живут свободно, даже в молодом возрасте, в то время как первые имеют шрам, показывающий, где они были прикреплены в молодом возрасте.
Кораллы рода, как и другие каменистые кораллы с крупными полипами, выработали несколько стратегий питания: они также улавливают планктон, частицы пищи из толщи воды и могут поглощать растворённые органические вещества. Щупальца обычно видны ночью.
Грибы размножаются бесполым путём. Могут образовываться дочерние колонии, которые будут формировать потомство из осколков.

## Галерея

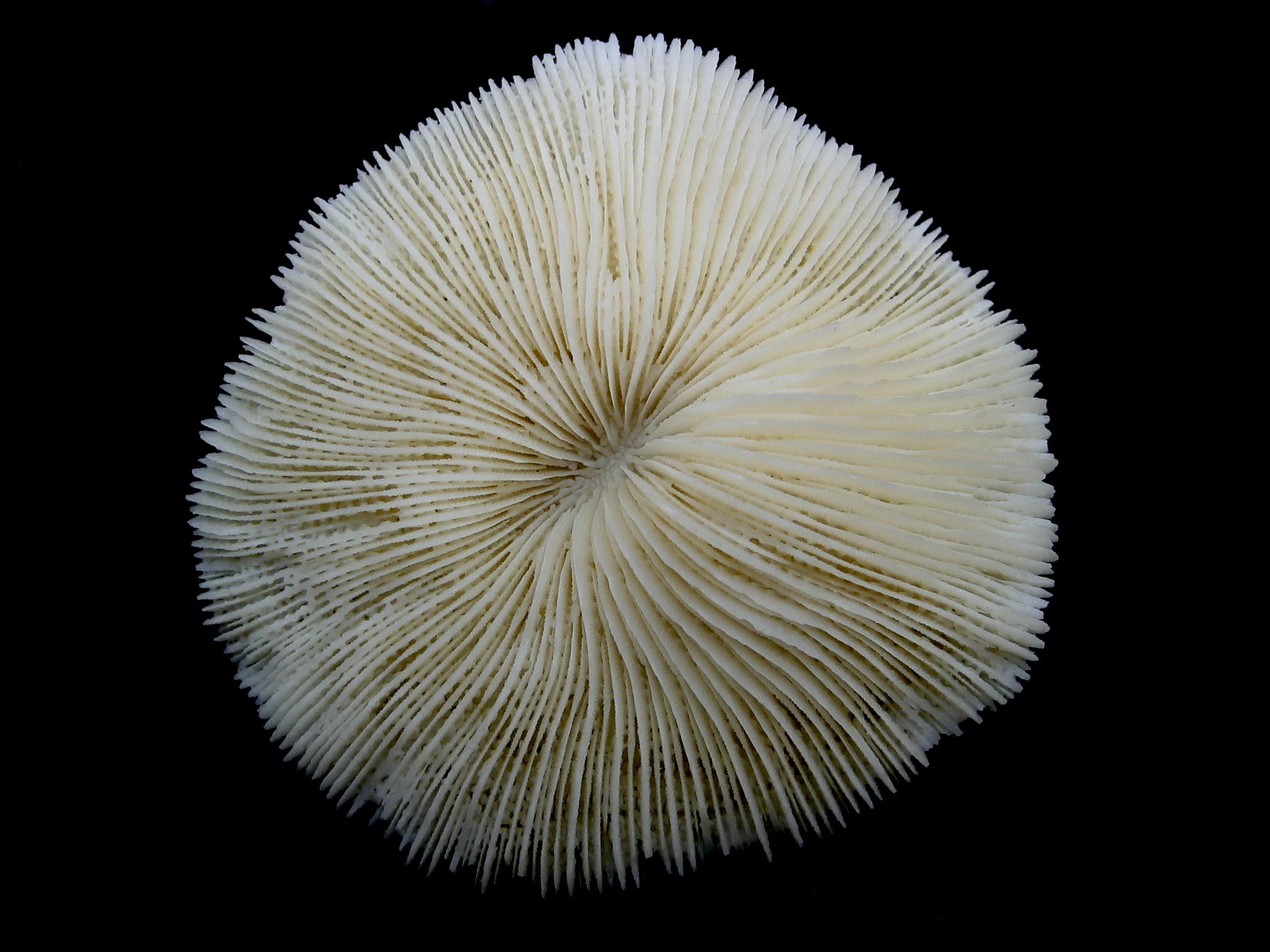
Макрофото известкового скелета, 31 июля 2007 года
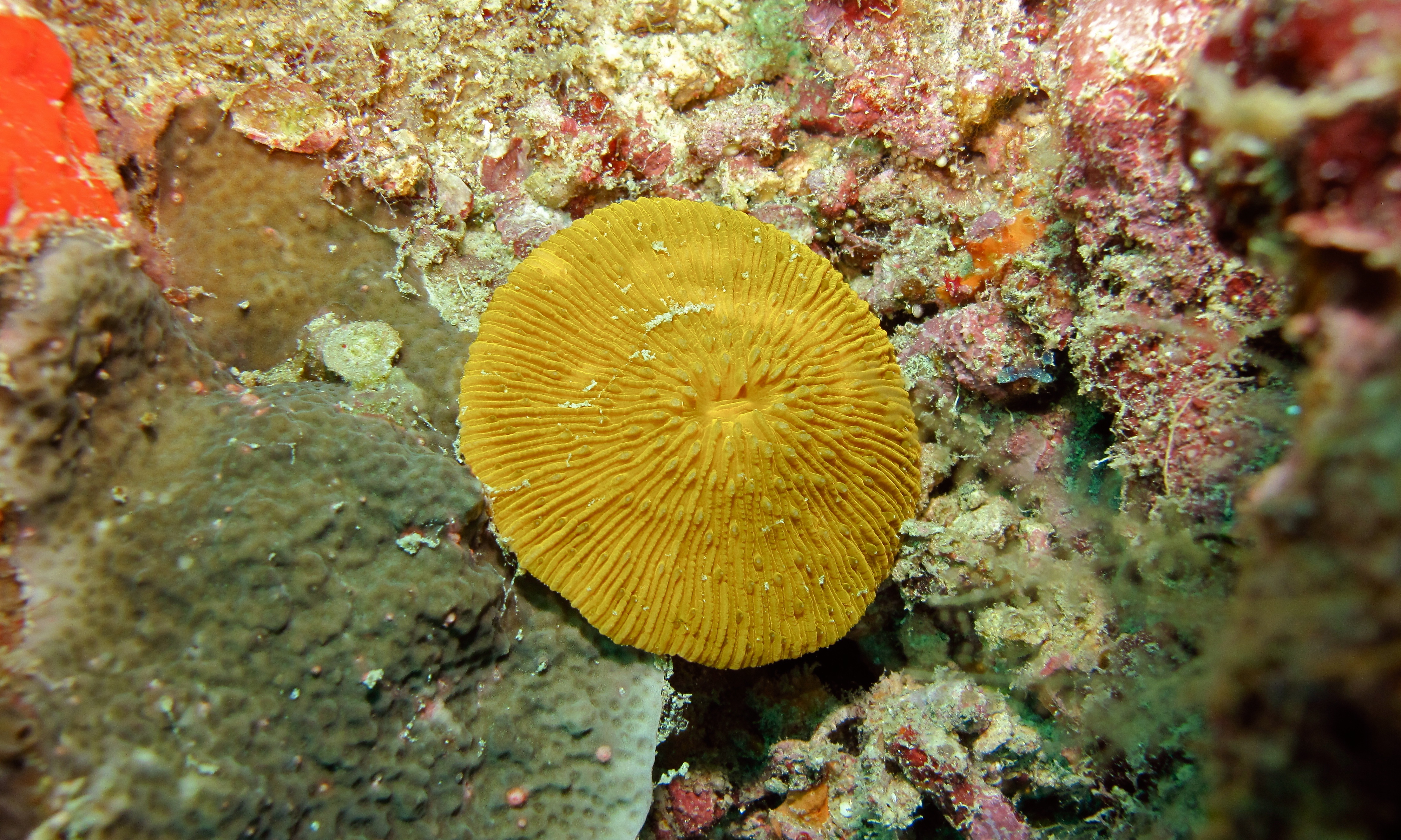
Иль Гарден, Палау, Малайзия, 31 января 2010 года
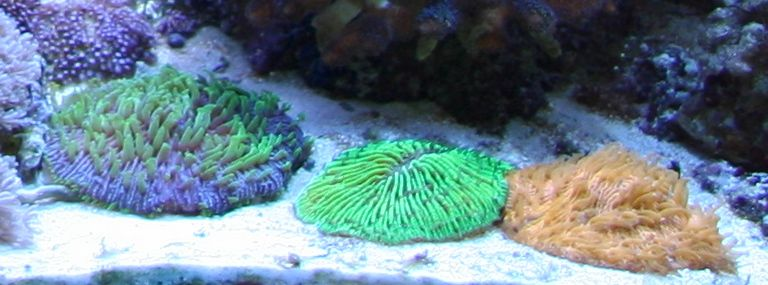
Три различные Фунгии, 2005 год
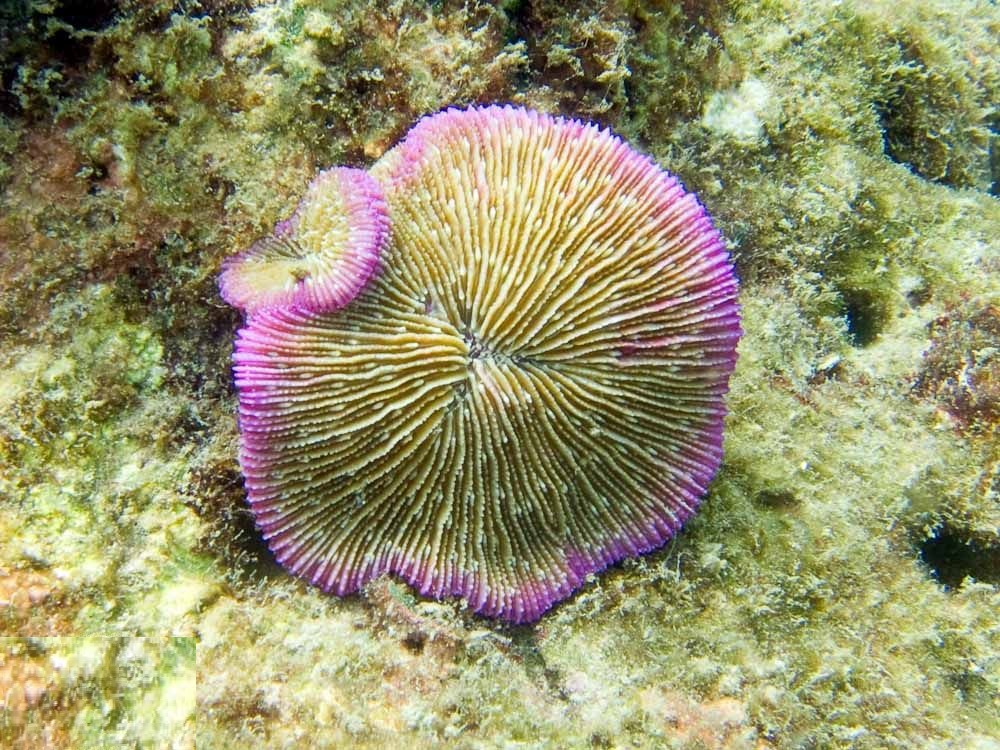
Fungia fungites, Панган, Таиланд, январь 2014 года
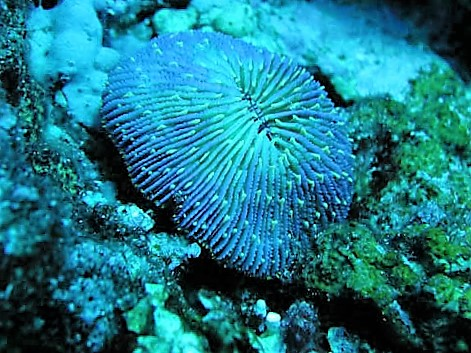
Fungia fungites, Американское Самоа, 2012 год